# Rio Real
Rio Real is een gemeente in de Braziliaanse deelstaat Bahia. De gemeente telt 38.095 inwoners (schatting 2009).

## Aangrenzende gemeenten
De gemeente grenst aan Acajutiba, Conde, Crisópolis, Esplanada, Itapicuru, Jandaíra, Cristinápolis (SE) en Tomar do Geru (SE).